# Pseudoeurycea mixteca
La salamandra mixteca (Pseudoeurycea mixteca) es una especie de anfibio caudado de la familia Plethodontidae. Es endémica de México.

## Clasificación y descripción
Salamandra de talla mediana y cuerpo esbelto. Los machos alcanzan una longitud de hocico a cloaca de 55,8 mm mientras que las hembras llegan a medir hasta 58,6 mm. La cola es relativamente corta y delgada, ligeramente más larga que la longitud del cuerpo, la superficie dorsal de la cola es ligeramente rugosa. Los nostrilos son pequeños y ovalados. Las extremidades son cortas, cuando se pliegan al cuerpo, están separadas por tres o cuatro pliegues costales. Tiene 13 surcos costales. La coloración del cuerpo es café oscuro con numerosas manchas irregulares rojizas, incluyendo las extremidades, vientre café oscuro.

## Distribución
Originalmente esta especie fue descrita para la región Mixteca de Oaxaca, sin embargo, recientemente fue registrada para la parte poblana, se ha registrado en el Valle de Tehuacán-Cuicatlán.

## Hábitat
Su hábitat natural son los bosques tropicales o subtropicales secos.
En el Valle de Cuicatlán esta especie se encuentra en los bosques de Quercus a una altitud de 2,315 a 2,420 m s. n. m. Es de hábitos terrestres encontrándose en una gran variedad de microhábitats, en la base de magueyes, dentro de la hojarasca, bajo troncos y dentro de huecos de troncos. En la parte de Tehuacán es de hábitos cavernícolas, siendo recientemente descubierta dentro de una cueva a 80 metros de profundidad, en lugar más húmedo y profundo de la cueva; la zona presenta una vegetación de matorral xerófilo con una altitud de 2,453 m s. n. m. Su alimentación es a base de insectos, se ha registrado en la boca de un ejemplar remanentes de un ciempiés pequeño y un escarabajo estafilínido. Se alimentan además de otros insectos como tijerillas y mosquitos, así como milpiés. Su modo de reproducción es ovíparo.

## Estado de conservación
Se encuentra dentro de la IUCN catalogada como vulnerable (VU).